# Barranco de Víu
Barranco de Víu är ett vattendrag i Spanien.   Det ligger i provinsen Província de Lleida och regionen Katalonien, i den nordöstra delen av landet, 400 km nordost om huvudstaden Madrid. Barranco de Víu ligger vid sjön Embalse de Escales.